# Бофа
Бофа (на френски: Boffa) е град в Западна Гвинея, регион Боке. Административен център на префектура Бофа. Населението на града през 2014 година е 27 047 души.